# Сант-Атанасио (титулярная церковь)
Титулярная церковь Сант-Атанасио — титулярная церковь была создана Папой Иоанном XXIII 22 февраля 1962 года апостольской конституцией  «Prorsus singularia». Титул принадлежит церкви Сант-Атанасио — церкви византийского обряда, расположенной в районе Рима Кампо-Марцио, на Виа дель Бабуино.

## Список кардиналов-священников титулярной церкви Сант-Атанасио
- Габриэль Акасиус Кусса, O.S.B.M. (22 марта 1962 — 29 июля 1962, до смерти);
- Иосиф Слипый (25 февраля 1965 — 7 сентября 1984, до смерти);
  - вакансия (7 сентября 1984 — 18 февраля 2012);
- Лучиан Мурешан (18 февраля 2012 — по настоящее время).